# Shinichi Kawano
Shinichi Kawano (født 5. november 1969) er en tidligere japansk fodboldspiller.
Han har spillet for flere forskellige klubber i sin karriere, herunder Urawa Reds og Vissel Kobe.